# Leichtathletik-Europameisterschaften 1958/400 m der Männer

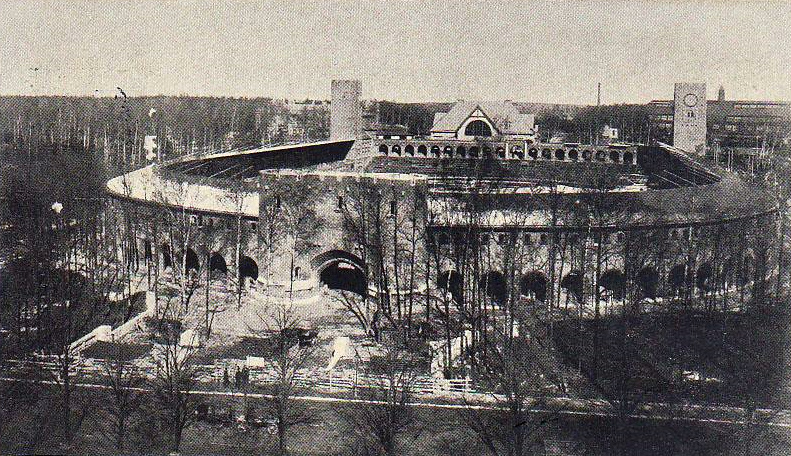
Ansichtskarte des Stockholmer Olympiastadions aus dem Jahr 1912

Der 400-Meter-Lauf der Männer bei den Leichtathletik-Europameisterschaften 1958 wurde vom 19. bis 21. August 1958 im Stockholmer Olympiastadion ausgetragen.
In diesem Wettbewerb gab es einen Doppelsieg für Großbritannien. Europameister wurde John Wrighton. Er siegte vor John Salisbury. Bronze ging an den deutschen Olympiazweiten von 1956 Karl-Friedrich Haas.

## Rekorde

### Bestehende Rekorde
| Weltrekord           | 45,8 s | Lou Jones         | Los Angeles, USA                                       | 30. Juni 1956   |
| Europarekord         | 46,0 s | Rudolf Harbig     | Frankfurt am Main, Deutsches Reich (heute Deutschland) | 12. August 1939 |
| Europarekord         | 46,0 s | Ardalion Ignatjew | Moskau, Sowjetunion (heute Russland)                   | 25. Juni 1955   |
| Meisterschaftsrekord | 46,6 s | Ardalion Ignatiew | EM Bern, Schweiz                                       | 27. August 1954 |

### Rekordverbesserungen
Der bestehende EM wurde verbessert und darüber hinaus gab es drei neue Landesrekorde.
- Meisterschaftsrekord:
  - 46,3 s – John Wrighton (Großbritannien), Finale am 21. August
- Landesrekorde:
  - 47,4 s – Alf Petersson (Schweden), drittes Halbfinale am 20. August
  - 47,5 s – Viktor Šnajder (Jugoslawien), drittes Halbfinale am 20. August
  - 46,3 s – John Wrighton (Großbritannien), Finale am 21. August

## Vorrunde
19. August 1958, 17.10 Uhr
Die Vorrunde wurde in sechs Läufen durchgeführt. Die ersten drei Athleten pro Lauf – hellblau unterlegt – qualifizierten sich für das Halbfinale.

### Vorlauf 1
| Platz | Name            | Nation         | Zeit (s) |
| ----- | --------------- | -------------- | -------- |
| 1     | John Salisbury  | Großbritannien | 47,8     |
| 2     | Csaba Csutorás  | Ungarn         | 47,9     |
| 3     | René Weber      | Schweiz        | 48,2     |
| 4     | Renato Panciera | Italien        | 49,0     |

### Vorlauf 2
| Platz | Name             | Nation      | Zeit (s) |
| ----- | ---------------- | ----------- | -------- |
| 1     | Carl Kaufmann    | Deutschland | 48,0     |
| 2     | Gerard Mach      | Polen       | 48,3     |
| 3     | Traian Sudrigean | Rumänien    | 48,8     |
| 4     | Mario Fraschini  | Italien     | 49,0     |

### Vorlauf 3
| Platz | Name                | Nation      | Zeit (s) |
| ----- | ------------------- | ----------- | -------- |
| 1     | Lennart Jonsson     | Schweden    | 48,3     |
| 2     | Michail Nikolski    | Sowjetunion | 48,3     |
| 3     | Stanisław Swatowski | Polen       | 48,4     |
| 4     | Louis De Clerck     | Belgien     | 48,9     |

### Vorlauf 4
| Platz | Name             | Nation         | Zeit (s) |
| ----- | ---------------- | -------------- | -------- |
| 1     | Alf Petersson    | Schweden       | 47,8     |
| 2     | Viktor Šnajder   | Jugoslawien    | 47,9     |
| 3     | John Wrighton    | Großbritannien | 47,9     |
| 4     | Michael Gialanze | Malta          | 53,4     |

### Vorlauf 5
| Platz | Name                | Nation           | Zeit (s) |
| ----- | ------------------- | ---------------- | -------- |
| 1     | Karl-Friedrich Haas | Deutschland      | 48,2     |
| 2     | Bruno Urben         | Schweiz          | 48,4     |
| 3     | Pentti Rekola       | Finnland         | 48,4     |
| 4     | Jaroslav Jirásek    | Tschechoslowakei | 48,6     |
| 5     | Richard Stiger      | Österreich       | 49,0     |

### Vorlauf 6
| Platz | Name               | Nation       | Zeit (s) |
| ----- | ------------------ | ------------ | -------- |
| 1     | Valentin Rachmanow | Sowjetunion  | 48,1     |
| 2     | Bernard Dibonda    | Frankreich   | 48,7     |
| 3     | Voitto Hellsten    | Finnland     | 48,9     |
| 4     | Vasilios Syllis    | Griechenland | 49,2     |
| 5     | Fahir Özgüden      | Türkei       | 49,8     |

## Halbfinale
20. August 1958, 16.20 Uhr
In den drei Halbfinalläufen qualifizierten sich die jeweils ersten beiden Athleten – hellblau unterlegt – für das Finale.

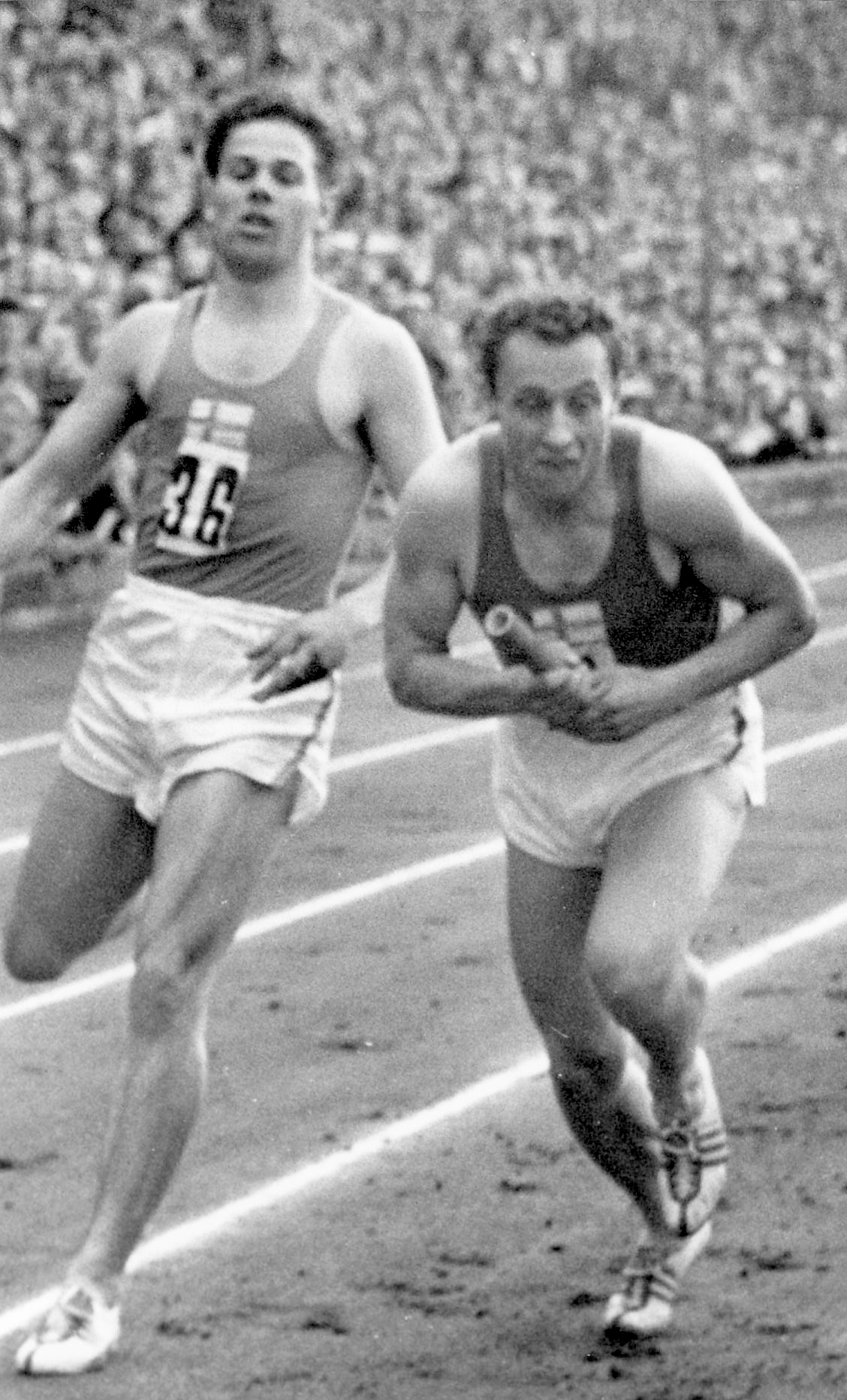
Pentti Rekola (links) schied als Fünfter seines Halbfinallaufs aus

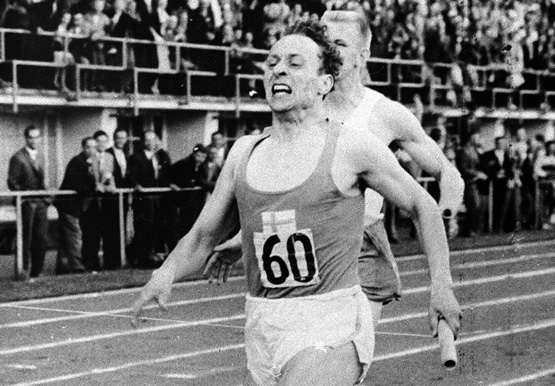
Der Vizeeuropameister von 1954 Voitto Hellstén erreichte als Dritter seines Halbfinales diesmal nicht das Finale

### Lauf 1
| Platz | Name                | Nation         | Zeit (s) |
| ----- | ------------------- | -------------- | -------- |
| 1     | John Wrighton       | Großbritannien | 46,9     |
| 2     | Karl-Friedrich Haas | Deutschland    | 47,5     |
| 3     | Bernard Dibonda     | Frankreich     | 48,0     |
| 4     | Csaba Csutorás      | Ungarn         | 48,0     |
| 5     | Pentti Rekola       | Finnland       | 48,1     |
| 6     | Gerard Mach         | Polen          | 48,5     |

### Lauf 2
| Platz | Name               | Nation         | Zeit (s) |
| ----- | ------------------ | -------------- | -------- |
| 1     | John Salisbury     | Großbritannien | 46,8     |
| 2     | Carl Kaufmann      | Deutschland    | 47,2     |
| 3     | Voitto Hellsten    | Finnland       | 47,2     |
| 4     | Bruno Urben        | Schweiz        | 47,5     |
| 5     | Lennart Jonsson    | Schweden       | 47,7     |
| 6     | Valentin Rachmanow | Sowjetunion    | 48,5     |

### Lauf 3
| Platz | Name                | Nation      | Zeit (s) |
| ----- | ------------------- | ----------- | -------- |
| 1     | Stanisław Swatowski | Polen       | 47,1     |
| 2     | Alf Petersson       | Schweden    | 47,4 NR  |
| 3     | René Weber          | Schweiz     | 47,4     |
| 4     | Viktor Šnajder      | Jugoslawien | 47,5 NR  |
| 5     | Traian Sudrigean    | Rumänien    | 48,0     |
| 6     | Michail Nikolski    | Sowjetunion | 48,1     |

## Finale

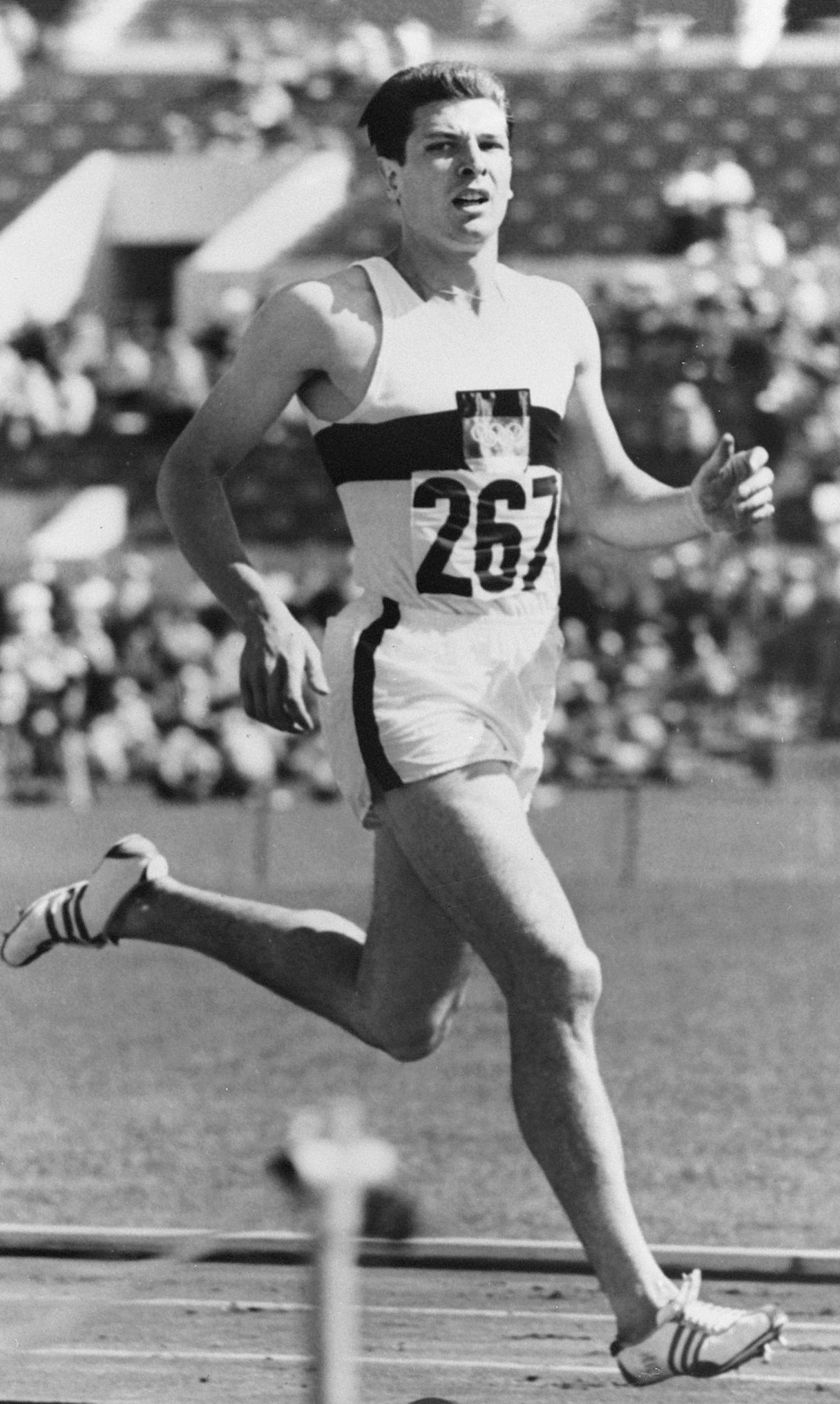
Carl Kaufmann – Olympiazweiter von 1960 – belegte Rang vier
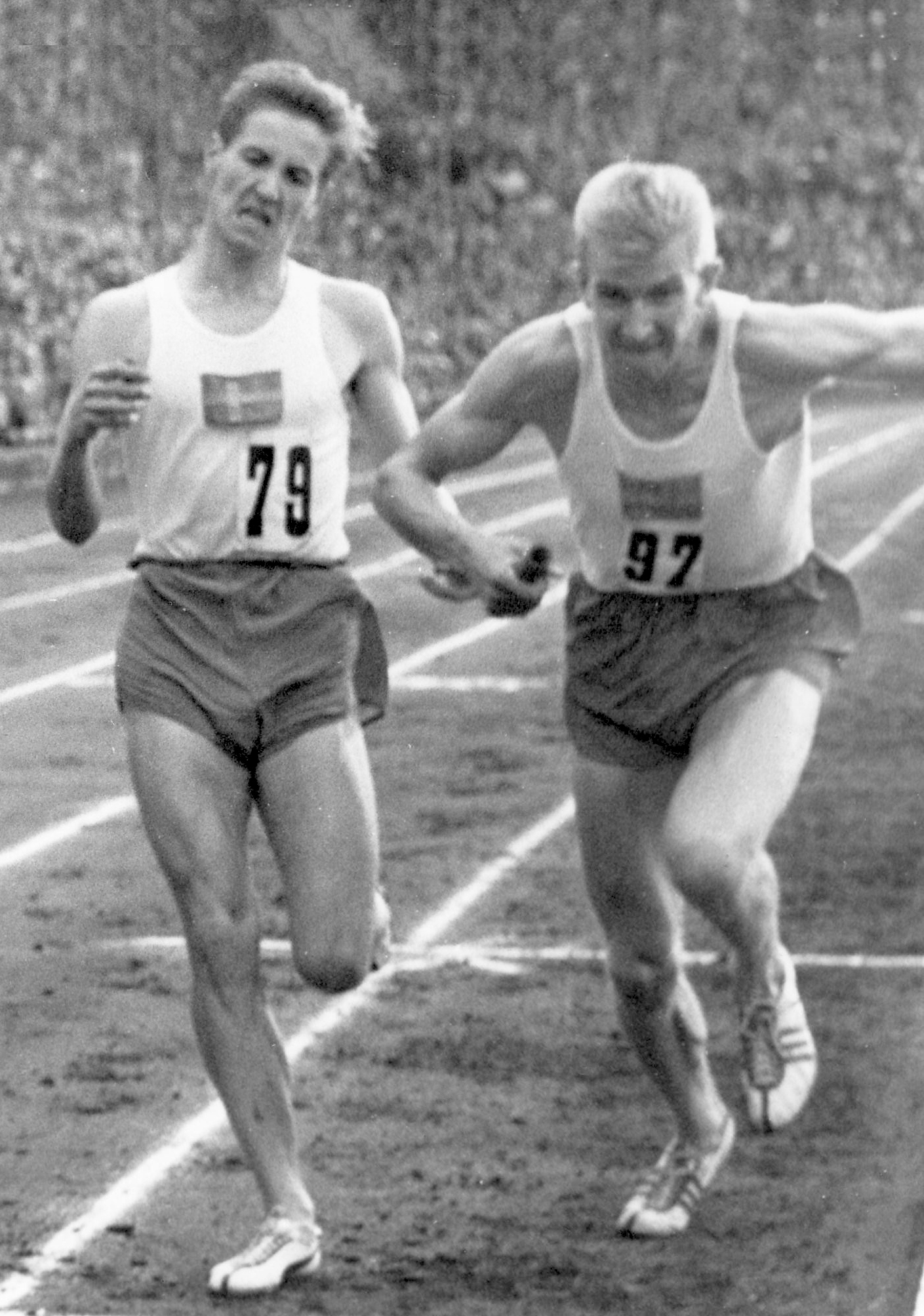
Alf Petersson (links im Jahr 1957), wurde im Finale Fünfter, rechts neben ihm Lennart Jonsson, für den Platz fünf im dritten Halbfinale nicht für die Finalteilnahme gereicht hatte

21. August 1958, 18.35 Uhr
| Platz | Name                | Nation         | Zeit (s)   |
| ----- | ------------------- | -------------- | ---------- |
| 1     | John Wrighton       | Großbritannien | 46,3 CR/NR |
| 2     | John Salisbury      | Großbritannien | 46,5       |
| 3     | Karl-Friedrich Haas | Deutschland    | 47,0       |
| 4     | Carl Kaufmann       | Deutschland    | 47,0       |
| 5     | Alf Petersson       | Schweden       | 47,5       |
| 6     | Stanisław Swatowski | Polen          | 47,8       |